# Mélèce Ier de Constantinople
Mélèce ou Mélétios Ier Pigas (en grec : Μελέτιος Α΄ Πηγάς) est patriarche d’Alexandrie de 1593 à 1601, et patriarche de Constantinople de 1597 à 1598.

## Biographie
Natif de Candie, Mélétios Pigas fait ses études en Italie à Padoue. Il devient ensuite « exarque » de l’Église de Constantinople. Passé en Égypte, il devient le « proto-syncelle » du patriarche Sylvestre Ier d'Alexandrie, à qui il succède en 1593.
Avec les trois autres patriarches orientaux, il assiste au concile de Constantinople de février 1593 où sont confirmés les droits patriarcaux accordés par Jérémie II de Constantinople à Job, le métropolite de Moscou.
En 1593/1594, il est l’auteur de deux lettres dans lesquelles il soutient la doctrine de la transsubstantiation.
Après la mort de Théophane Ier Karykès, usant du droit traditionnellement dévolu à son siège, il exerce pendant un an l’intérim de l’administration du Patriarcat œcuménique de Constantinople à partir du 27 mars / 4 avril 1597 jusqu’au rétablissement de Mathieu II de Constantinople en avril 1598.
Mélétios Pigas apparaît dans ses homélies comme un adversaire déterminé de l’Église latine.
Il meurt à Alexandrie en 1601 à une date inconnue et il a comme successeur Cyrille Loukaris.